# Разумов, Владимир Владимирович
Разумов Владимир Владимирович (25 января 1944, Балаково, Саратовская область, СССР — 27 мая 2021, Воронеж) — бывший заместитель Председателя Правления, член Совета директоров «СИБУР Холдинг». Скончался в мае 2021 года.

## Биография
Владимир Разумов родился 25 января 1944 года в городе Балаково Саратовской области. Позже с семьёй переехал в Воронеж.
Скончался в мае 2021 года в возрасте 77 лет во время плановой командировки на завод «Воронежсинтезкаучук».

## Образование
Владимир Разумов в 1962 году окончил среднюю школу в Воронеже.
Планировал поступить на факультет физического воспитания, так как увлекался баскетболом, но потом вместе с друзьями поступил в Воронежский технологический институт по направлению «Машины и аппараты химических производств». В 1967 году с отличием его окончил.
В 1980 году Владимир Разумов окончил Московский институт народного хозяйства им Г. В. Плеханова по специальности «Организация планирования материально-технического снабжения».
В 1989 году окончил Академию народного хозяйства при СМ СССР по направлению «Экономика и планирование народного хозяйства».

## Деятельность

### Воронежсинтезкаучук
С 1968 по 1983 год работал на Воронежском заводе синтетических каучуков (с 1992 года «Воронежсинтезкаучук»), последовательно занимая должности инженера, начальника участка, механика, начальника цеха и заместителя директора по материально-техническому снабжению и сбыту . В качестве начальника цеха начал процесс внедрения автопогрузчиков при загрузке каучука в вагоны железной дороги. Продолжил курирование этого вопроса в качестве заместителя директора по материально-техническому снабжению и сбыту. В 1976 году советские электропогрузчики были внедрены на предприятие, однако часто ломались и были малоэффективны. Спустя год, Разумов добился замены этих погрузчиков на импортные производства ГДР. На 2022 год некоторые из них продолжают работать на заводе.
Губернатор Воронежской области Александр Гусев отмечал, что именно Владимир Разумов совместно с Леонидом Кудрявцевым приняли решение о вхождении завода в состав «Сибура».
После того, как Разумов занял руководящую должность в «Сибуре» продолжал развивать «Воронежсинтезкаучук». Он был одним из главных инициаторов строительства новых очистных сооружений предприятия, которые в значительной мере повысили экологичность завода и города. Благодаря поддержке Разумова на «Воронежсинтезкаучуке» начал работу Научно-исследовательский центр «Эластомеры», который разрабатывает усовершенствованные марки продукции.
Был инициатором ряда крупных инвестиционных проектов, благодаря которым тысячи работников были обеспечены рабочими местами, а также значительно увеличились налоговые отчисления в региональный бюджет.
Разумов был инициатором строительства ТЭП-50 — производства бутадиен-стирольного термоэластопласта на базе «Воронежсинтезкаучука». Оно открылось в 2013 году и способно было производить до 50 тысяч тонн материала в год. Позднее под руководством Разумова «Сибур» расширил производство ТЭП-50 ещё на 50 тысяч тонн.

### Прочая деятельность
В 1983 году Владимира Разумова назначили на должность директора Волжского завода синтетического каучука, который он возглавлял до 1987 года. За это время завод вышел из кризиса.
В 1988 году занял пост начальник Главного управления материально-технического снабжения Министерства нефтеперерабатывающей и нефтехимической промышленности СССР, а в 1989-м был назначен заместителем министра по кадрам и занимал должность до 1992 года. Был инициатором внедрения автоматизации учебного процесса в «Институте повышения квалификации руководящих работников и специалистов химической промышленности». Результаты этой работы были представлены на ВДНХ. Министерство образования оценило и приняло разработанную систему, рекомендовав её в другие учебные заведения.
С 1992 по 1997 год являлся вице-президентом ЗАО «Росхимнефть». В 1994 году наладил цепочку поставок для производства кордов. Данный проект стал для компании самым эффективным и прибыльным на тот момент.
В 1997—1999 годах последовательно занимал должности вице-президента, первого вице-президента ЗАО «Корпорация „Росшина“».
С 2002 по 2003 года занимал должность директора по производству ОАО «Автотор Холдинг». Был одним из основателей и вице-президентом Российского Союза химиков.

### «Сибур»
В 1999 году начал свою работу в компании «Сибур». Последовательно занимал должности вице-президента по производству каучуков, шин и РТИ, также был старшим вице-президентом по производству нефтехимической продукции ОАО «АК „Сибур“». В то время предприятия группы практически не контактировали между собой. Разумов сумел наладить схему взаимодействия компаний и объединить их в единую систему. В 2002 году покинул компанию из-за несовпадения взглядов с текущим руководством. В 2003 году, после смены руководства, был приглашён Александром Дюковым на должность советника. Позже занял пост вице-президента по производству. Вошёл в команду по разработке стратегии реорганизации бизнеса. На тот момент «Сибур» был убыточен и малоэффективен. В результате реализации новой стратегии компания стала одной из ведущих в отрасли.
Владимир Разумов разработал долгосрочную стратегию по модернизации механизмов утилизации попутного нефтяного газа (ПНГ) на предприятиях «Сибура». В результате в 2013 году «Сибур» (включая СП с ТНК-BP) перерабатывал около 18-19 млрд м3 ПНГ по сравнению примерно с 10 млрд м3 в 2003 году. Это позволило в несколько раз сократить воздействие производств на экологию и окружающую среду.
Разумов руководил рабочей группой, которая готовила проект создания производства пропилена и полипропилена на базе Тобольской промышленной площадки. В результате в 2006 году правление компании одобрило этот проект, и в этом же году началось строительство «Тобольск-Полимера», который на 2011 год являлся самым крупным инвестиционным проектом нефтехимической отрасли.
В 2005 году Разумов был переведен на должность старшего вице-президента по производству и маркетингу.
В 2005—2016 годах — старший исполнительный вице-президент, заместитель председателя правления — исполнительный директор ООО «СИБУР». Активно продвигал идеи внедрения автоматизированных систем управления технологическими процессами, что привело к повышению автоматизации производств в «Сибуре» с 27 % в 2007 году до почти 70 % в 2013 году.  С 2013 года — Член Совета директоров ПАО «СИБУР Холдинг».
Активно участвовал в разработке проекта и переговорах по стратегическому партнерству «Сибура» с китайским нефтегазовым гигантом Sinopec. В результате Sinopec приобрел 10 % акций «Сибура», а затем — 40 % Амурского ГХК, став одним из ключевых партнеров компании.
В 2016 году Разумов отошёл от оперативного управления в руководстве СИБУРа и стал руководителем трёх комитетов правления компании: по научно-техническому развитию, по управлению организационными проектами и по этике и дисциплине. Также занял должность заместителя председателя правления. Под руководством Разумова в компании были разработаны «Кодекс корпоративной этики» и «Кодекс этики контрагента». Был инициатором введения в компании обучения в области противодействия коррупции: так в 2019 году его прошли 2493 сотрудника.
В качестве руководителя комитета по научно-техническому развитию привлекал внешних партнеров и курировал внутренние проекты для этого направления. По его инициативе в компании были созданы научно-технологические комитеты (регулярные собрания), через которые он курировал научные центры «Сибура». На этих комитетах под председательством Разумова собирались состав правления и представители партнёров. Обсуждались перспективные научные темы, которые могли представлять для компании интерес, совместные проекты и различные научные инициативы.
Владимир Разумов возглавлял рабочую группу «Сибура», которая разрабатывала программу комплексного развития социальной инфраструктуры «Тобольск — 2020», реализуемую с 2016 года в партнерстве с Администрацией Тюменской области и Тобольска. Благодаря ей к 2021 году в Тобольске построено и реконструировано более 40 объектов социальной инфраструктуры в области образования, здравоохранения, спорта и культуры, в том числе построены крытый скейтпарк «Максимум», школа, детский сад и новый спорткомплекс, центр зимних видов спорта «Тобол», второй корт дворца спорта «Кристалл», спорткомплекс «Молодость», новая поликлиника.
Под руководством Разумова в Воронеже реализовали ряд социально значимых проектов: благоустройство городского парка «Южный», строительство детских и спортивных площадок, дворовых территорий, в парке «Алые паруса» построили Центр уличного баскетбола, провели реконструкцию спортивного зала ВГИФК.

## Награды
- Орден «Трудового Красного Знамени», 1981 год[1][6].
- Заслуженный химик Российской Федерации, 1999 год[1].
- Почетный работник нефтяной и газовой промышленности Тюменской области[1][6].
- Лауреат премии Правительства Российской Федерации в области науки и техники, 2002 год[1].
- Медаль ордена «За заслуги перед Отечеством» II степени, 2016 год[1][6].

## Личная жизнь
Отец — военный, офицер, был ранен. Мать — преподаватель немецкого языка.
Был женат. Супруга – Наталья Коновалова. Есть дочь.
С юных лет увлекался баскетболом. Входил в совет единой Лиги ВТБ по баскетболу. Любимые писатели — Борис Лавренёв, Юрий Нагибин.

## Память
В 2021 году проезду от развязки улицы Новосибирской до кольца улиц Ильюшина в Левобережном районе Воронежа было присвоено имя Владимира Разумова «за профессиональный и личный вклад в развитие промышленности и нефтехимической отрасли Воронежской области и страны». Торжественное открытие состоялось в 2022 году, после благоустройства проезда и прилежащих территорий «Сибуром», «Воронежсинтезкаучуком» при поддержке областной и городской администраций.
Жена Владимира Разумова издала книгу о нем, написанную по воспоминаниям близких и коллег.